# MICA (projektil)
Missile d'Interception, de Combat et d'Auto-défense ("Projektil za presretanje, borbu i samozaštitu") ili MICA francuski je protuzračni projektil za sve vremenske uvjete, kratkog i srednjeg dometa proizvođača MBDA Francuska. Namijenjen je za korištenje i na zračnim platformama kao pojedinačna raketa, te na kopnenim jedinicama i brodovima, koji mogu biti opremljeni MICA vertikalnim lansirnim sustavom za brzu paljbu. Opremljen je sustavom kontrole vektora potiska (TVC). Od 1982. nadalje razvijala ga je Matra. Prva ispitivanja dogodila su se 1991., a projektilom su 1996. opremljeni lovci Rafale i Mirage 2000. 
Dana 11. lipnja 2007. godine MICA lansirana iz Rafalea uspješno je demonstrirala svoju sposobnost uništivši metu iza zrakoplova. Cilj je označio drugi zrakoplov, a koordinate su poslane Linkom 16.

## Karakteristike
Postoje dvije varijante MICA; MICA RF ima aktivno radarsko navođenje, a MICA IR ima slikovno infracrveno navođenje. Oba tragača dizajnirana su za filtriranje protumjera poput baklji i mamaca. Jedinica za upravljanje vektorom potiska ugrađena u raketni motor povećava agilnost projektila. Projektil je sposoban za zaključavanje nakon lansiranja (LOAL), što znači da je sposoban gađati mete izvan dometa  tragača pri lansiranju. Postavljen na Rafale, MICA IR može osigurati IR slike središnjem sustavu za obradu podataka, djelujući tako kao dodatni senzor.
MICA se također može koristiti kao projektil zemlja-zrak kratkog dometa. Dostupan je u kopnenoj verziji, VL MICA, koja se ispaljuje iz kutijastog lansera montiranog na kamionu, i mornaričkoj verziji, VL MICA-M koja se ispaljuje iz brodskog vertikalnog lansirnog sustava.  Dana 23. listopada 2008., u 15:30, u CELM-u, Biscarosse, projektil VL MICA uspješno je izveo posljednje od svojih 14 probnih ispaljivanja, što znači da je sada spreman za masovnu proizvodnju. Ciljani dron letio je nisko, iznad mora, 12 km daleko i unatoč toj udaljenosti, MICA, opremljena aktivnim radarskim tragačem, naciljala je metu i oborila je.
Korvete koje su premale da bi imale veliki i skupi raketni sustav Aster najvjerojatniji su kupci za VL MICA-M, koji nudi slične mogućnosti kao Aster 15, ali bez pojačivača i PIF-PAF vektorske kontrole.
Dok VL MICA ima reklamirani rdomet od 20 km, aerodinamička izvedba značajno je smanjena na tim rasponima. Od 0 do 7 km MICA ima sposobnost manevriranja od 50 g, ali nakon 12 km to se smanjuje na 30 g jer se gubi energija.

## Varijante
- MICA RF
- MICA EM
- MICA IR
- VL MICA RF
- VL MICA IR
- VL MICA-M RF
- VL MICA-M IR
- MICA NG: Druga generacija MICA dizajnirana protiv nevidljivih ciljeva. Infracrveni tragač će koristiti matrični senzor koji pruža veću osjetljivost. Radiofrekvencijski tragač će koristiti AESA .[5]

## Galerija
- MICA Projektil
- VL MICA na Salon du Bourget 2015
- Maketa MICA projektila u Tajvanu

## Operateri
- Karta MICA operatera u plavoj boji

Hrvatska
- Hrvatsko ratno zrakoplovstvo: Uz kupnju borbenih aviona Rafale F3R dolaze rakete MICA u radarski vođenoj i infracrvenoj verziji; razmatrana je mogućnost nabave istog sustava u VL verziji, tj. sustava zemlja-zrak.[6]